# Ceratoxanthis
Ceratoxanthis är ett släkte av fjärilar. Ceratoxanthis ingår i familjen vecklare.
Kladogram enligt Catalogue of Life:
| Ceratoxanthis | \| \| Ceratoxanthis argenteomixtana \| \| \| \| \| \| Ceratoxanthis externana \| \| \| \| \| \| Ceratoxanthis iberica \| \| \| \| |
|               | \| \| Ceratoxanthis argenteomixtana \| \| \| \| \| \| Ceratoxanthis externana \| \| \| \| \| \| Ceratoxanthis iberica \| \| \| \| |
|               | Ceratoxanthis argenteomixtana |
|               | |
|               | Ceratoxanthis externana |
|               | |
|               | Ceratoxanthis iberica |
|               | |